# Moulvibazar Sadar Upazila
Moulvibazar Sadar Upazila är ett underdistrikt i Bangladesh. Det ligger i den östra delen av landet, 160 km nordost om huvudstaden Dhaka.
Trakten runt Moulvibazar Sadar Upazila består till största delen av jordbruksmark. Runt Moulvibazar Sadar Upazila är det tätbefolkat, med 613 invånare per kvadratkilometer.